# Dunmore Head

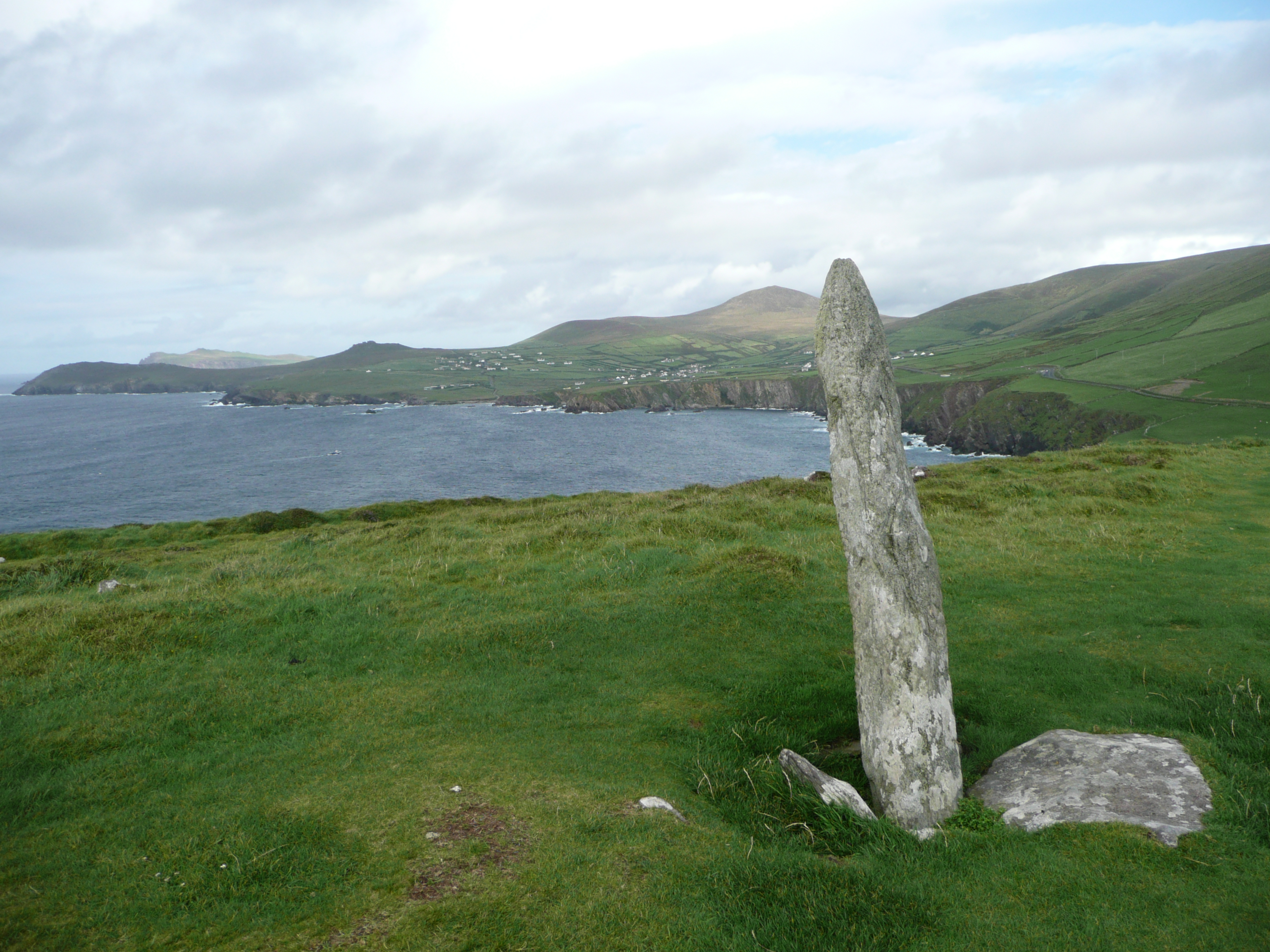
Oghamstein von Coumeenoole am Dunmore Head

Dunmore Head (irisch An Dún Mór, „die große Festung“) ist der westlichste Punkt auf dem Festland der Insel Irland.
Die zum Atlantischen Ozean hin steil abfallende Landzunge liegt an der äußersten westlichen Spitze der zur Grafschaft Kerry gehörenden Dingle-Halbinsel im Südwesten Irlands. Sie besteht aus Sandstein, der aus der Devon-Zeit stammt und als Old-Red-Sandstein bezeichnet wird.
Am 11. März 1982 verunglückte am Dunmore Head das gerade fertiggestellte spanische Containerschiff Ranga. Es befand sich auf seiner Jungfernfahrt von Vigo nach Reykjavík, als in einem Sturm seine Maschine versagte und es hier strandete.